# Turkey Open
Il Turkey Open è stato un torneo di tennis facente parte del Grand Prix dal 1970 al 1975, giocato dal 1942 a Istanbul in Turchia.

## Albo d'oro

### Singolare
| Anno     | Vincitore             | Finalista           | Punteggio               |
| -------- | --------------------- | ------------------- | ----------------------- |
| 1942     | Engelbert Koch        | Kurt Egert          | 4–6, 6–2, 6–2, 7–5      |
| 1947     | Vojtech Vadika        | Fehmi Kizil         | 2–6, 6–2, 0–6, 6–3, 6–4 |
| 1948     | Heraldo Weiss         | Hans Redl           | 1–6, 1–6, 6–4, 6–0, 6–4 |
| 1949     | Jack Harper           | Gottfried von Cramm | 6–4, 4–6, 4–6, 9–7, 6–2 |
| 1950     | Gianni Cucelli        | Fred Kovaleski      | 7–5, 6–2, 2–6, 2–1 rit. |
| 1951     | Felicisimo Ampon      | Gianni Cucelli      | 6–2, 6–1, 9–7           |
| 1952     | Budge Patty           | Armando Vieira      | 8–6, 6–2, 6–3           |
| 1953     | Paul Rémy             | Giuseppe Merlo      | 6–4, 6–4, 4–6, 2–6, 6–4 |
| 1954     | Władysław Skonecki    | Orlando Sirola      | 1–6, 4–6, 6–2, 6–3, 6–0 |
| 1955     | Sven Davidson (1)     | Mervyn Rose         | 8–6, 6–0, 4–6, 6–1      |
| 1956     | Sven Davidson (2)     | Budge Patty         | 11–9, 8–6, 6–1          |
| 1957     | Luis Ayala (1)        | Francisco Contreras | 4–6, 6–4, 6–4           |
| 1958     | Luis Ayala (2)        | Francisco Contreras | 6–2, 6–3, 6–4           |
| 1959     | Luis Ayala (3)        | Raymond Weedon      | 6–4, 6–0, 6–2           |
| 1960     | Ian Vermaak           | Jørgen Ulrich       | 6–4, 6–1, 11–9          |
| 1961     | Bob Hewitt (1)        | Ken Fletcher        | 6–3, 6–3, 9–7           |
| 1962     | Roy Emerson (1)       | Neale Fraser        | 3–6, 6–0, 6–3, 6–3      |
| 1963     | Roy Emerson (2)       | Mike Sangster       | 8–10, 6–2, 6–2, 6–1     |
| 1964     | Ron Barnes (1)        | Allen Fox           | 7–5, 6–4, 4–6, 6–2      |
| 1965     | Ron Barnes (2)        | Cliff Drysdale      | 6–0, 6–4, 5–7, 1–6, 6–4 |
| 1966     | Frew McMillan         | Ron Barnes          | 7–5, 7–5, 6–2           |
| 1967     | José Edison Mandarino | Thomaz Koch         | 6–4, 6–4, 6–2           |
| Open era |                       |                     |                         |
| 1968     | Mark Cox              | Patricio Rodríguez  | 6–3, 6–3, 2–6, 6–4      |
| 1969     | Bob Hewitt (2)        | Robert Maud         | 6–3, 8–6, 6–1           |
| 1970     | Bob Hewitt (3)        | Željko Franulović   | 2–6, 3–6, 6–2, 7–5, 6–4 |
| 1971     | Ilie Năstase (1)      | Andrew Pattison     | 6–4, 6–4, 11–9          |
| 1972     | Juan Gisbert Sr.      | Byron Bertram       | 6–1, 6–1, 7–5           |
| 1973     | Ilie Năstase (2)      | Juan Gisbert Sr.    | 6–2, 3–6, 6–3, 6–2      |
| 1974     | Non disputato         | Non disputato       | Non disputato           |
| 1975     | Colin Dowdeswell      | Ferdi Taygan        | 6–1, 6–4, 6–2           |

### Doppio
| Anno | Vincitori                | Finalisti                    | Punteggio     |
| ---- | ------------------------ | ---------------------------- | ------------- |
| 1975 | Colin Dibley Thomaz Koch | Colin Dowdeswell John Feaver | 6–2, 6–2, 6–2 |